# Lasioglossum fulvopacum
Lasioglossum fulvopacum är en biart som beskrevs av Ebmer 1983. Lasioglossum fulvopacum ingår i släktet smalbin, och familjen vägbin. Inga underarter finns listade i Catalogue of Life.